# Corrida de São Silvestre de 1926
A Corrida de São Silvestre de 1926 foi a 2ª edição da prova de rua, realizada no dia 31 de dezembro de 1926, no centro da cidade de São Paulo, a largada aconteceu as 23h45m, a prova foi de organização da Cásper Líbero.
O vencedor foi Jorge Mancebo, do Clube de Regatas Tietê com o tempo de 22m35s.

## Percurso
Da Avenida Paulista ao Parque Trianon, com 6 200 metros.

## Resultados

#### Masculino
- 1º Jorge Mancebo (Brasil) - 22m35s